# Сем, Джон
Джон Сем (англ. John Sem; род. 19 июля 1973, Папуа — Новая Гвинея) — папуанский боксёр, представитель легчайшей весовой категории. Выступал за сборную Папуа — Новой Гвинеи по боксу в первой половине 1990-х годов, двукратный серебряный призёр чемпионатов Океании, участник чемпионата мира в Сиднее и летних Олимпийских игр в Барселоне.

## Биография
Джон Сем родился 19 июля 1973 года.
Дебютировал на взрослом международном уровне в сезоне 1991 года, когда вошёл в основной состав папуанской национальной сборной и выступил на чемпионате мира в Сиднее, где на стадии 1/16 финала легчайшей весовой категории был досрочно побеждён тайцем Паниангом Пунтаратом.
В 1992 году в легчайшем весе стал бронзовым призёром на чемпионате Океании в Апии, уступив в полуфинале представителю Тонга Секети Палаки. Благодаря череде удачных выступлений удостоился права защищать честь страны на летних Олимпийских играх в Барселоне, однако уже в стартовом поединке категории до 54 кг с разгромным счётом 11:0 потерпел поражение от болгарина Серафима Тодорова и тем самым сразу же выбыл из борьбы за медали.
После барселонской Олимпиады Сем остался в составе боксёрской команды Папуа — Новой Гвинеи и продолжил принимать участие в крупнейших международных турнирах. Так, в 1994 году в легчайшем весе он стал серебряным призёром на чемпионате Океании в Порт-Виле, уступив в решающем финальном поединке австралийцу Роберту Педену, и дошёл до 1/8 финала на Играх Содружества в Виктории — здесь был остановлен Фредом Мутевета из Уганды.
В 1995 году на чемпионате Океании в Нукуалофа вновь получил серебряную награду, на сей раз в финале проиграл австралийцу Хуссейну Хуссейну. Вскоре по окончании этих соревнований принял решение завершить спортивную карьеру.